# سرگذشت زنوبلید X
سرگذشت زنوبلید X که در ژاپن با عنوان زنوبلید کراس (به ژاپنی: ゼノブレイドクロス Zenobureido Kurosu) شناخته می‌شود، یک بازی ویدئویی در سبک نقش‌آفرینی اکشن است که توسط مانولیت سافت توسعه یافته و به‌وسیلهٔ نینتندو به طور انحصاری برای کنسول وی یو منتشر شده‌است. سرگذشت زنوبلید X یکی از قسمت‌های مجموعه بازی‌های زنوبلید به‌شمار می‌رود که همچنین به عنوان دنباله معنوی بازی سرگذشت زنوبلید برای کنسول وی است. این بازی در ۲۹ آوریل ۲۰۱۵ در ژاپن، و دسامبر همان سال در سراسر جهان عرضه شد. همانند نسخهٔ پیشین، این بازی نیز در محیطی با طراحی جهان باز دنبال می‌شود که به شدت بر جستجو و کاهش در دنیا تأیید دارد.